# Јелошник
Јелошник (мкд. Јелошник) је насеље у Северној Македонији, у северном делу државе. Јелошник припада општини Теарце.

## Географија
Насеље Јелошник је смештено у северном делу Северне Македоније, близу државне границе са Србијом (6 km северно од насеља). Од најближег већег града, Тетова, насеље је удаљено 18 km северно.
Јелошник се налази у доњем делу историјске области Полог. Насеље је положено на првим брдима северозападно од Полошког поља. Источно од насеља тло се стрмо спушта у поље, а западно се издиже главно било Шар-планине. Надморска висина насеља је приближно 890 метара.
Клима у насељу је планинска због знатне надморске висине. 

## Становништво
Јелошник је према последњем попису из 2002. године био без становника.
Претежно становништво у насељу били су македонски Словени хришћанске вере.

## Познате личности
- Цене Марковић, српски војвода на тлу Македоније.